# In medio stat virtus
In medio stat virtus (o anche in medio virtus stat) è una locuzione latina, il cui significato letterale in italiano è: «la virtù sta nel mezzo». La locuzione invita a ricercare l'equilibrio, che si pone sempre tra due estremi, pertanto al di fuori di ogni esagerazione.
Anche nel buddhismo è presente un simile concetto: Il sentiero che conduce alla cessazione della sofferenza si chiama Via di Mezzo, perché evita i due estremi dell’auto-indulgenza e dell’auto-mortificazione, comportamenti eccessivi che non conducono alla pace mentale. Questa via, elaborata nel Nobile Ottuplice Sentiero, consiste nel coltivare la virtù, la serenità meditativa e la saggezza.

## Precedenti
L'espressione risale ai filosofi scolastici medievali, anche se già Aristotele nell'Etica Nicomachea ("μέσον τε καὶ ἄριστον"; trad.: il mezzo è la cosa migliore), Orazio nelle Satire ("est modus in rebus"; trad.: c'è una misura nelle cose) e Ovidio nelle Metamorfosi ("medio tutissimus ibis"; trad.: seguendo la via di mezzo, camminerai sicurissimo) avevano espresso un concetto similare.

## Citazioni latine simili
Cicerone scrive nelle sue Tusculanae: 
(Tusculanae disputationes IV, 20, 46)
Invece in Orazio troviamo il seguente verso:
(Epistole (Orazio) I, 18, 9)

## Variazioni medievali e moderne
Nel Medioevo appaiono molte espressioni simili come "In medio sedet inclita virtus" (trad. In mezzo siede l'inclita virtù) e "Virtus in medio constat honesta loco" (trad. L'onesta virtù sta nel mezzo), tratte entrambi dalle opere di Walther.
Anche in italiano esistono proverbi simili, come "La virtù dice la via di mezzo" oppure "La migliore è la via di mezzo".